# Hymne de la république socialiste soviétique d'Estonie
L’hymne national de la république socialiste soviétique d'Estonie était l'hymne de la RSS d’Estonie, créée lors de l’occupation de l’Estonie par l’Union soviétique de 1945 à 1991. 
Il a été composé par Gustav Ernesaks, compositeur et chef de chœur, et écrit par Johannes Semper, écrivain et traducteur estonien,,.
Cet hymne a été écrit car, durant les années de l'occupation de l’Estonie par l’URSS, l'hymne de la république d’Estonie était strictement interdit par les soviétiques. Tout au long de ces années d'interdiction, le poème de Lydia Koidula, Mu isamaa on minu arm , avec une mélodie de Gustav Ernesaks servit comme moyen d'exprimer les sentiments patriotiques et indépendantistes. Il a été considéré comme un hymne officieux de l'Estonie. Avec la fin de l’occupation et le rétablissement de l’indépendance de la république d’Estonie en 1991 , l'hymne national adopté en 1920 avec la musique de Friedrich Pacius et les paroles de Johann Voldemar Jannsen a été restauré,.
Une version modifiée de l'hymne de la RSS d’Estonie avait été adoptée en 1956 afin d'enlever les références à Staline, dirigeant soviétique de la fin des années 1920 à 1953 dans le cadre de la déstalinisation.

## Paroles

### Paroles originales de 1945 à 1956
| Estonien | Estonien en cyrillique[réf. nécessaire] | Transcription API | Traduction en français |
| Jää kestma, Kalevite kange rahvas, ja seisa kaljuna, me kodumaa! Ei vaibund kannatustes sinu vahvus, end läbi sajanditest murdsid sa ja tõusid töötajate vabaks maaks, et päikene su päevadesse paista saaks. Nüüd huuga, tehas, vili, nurmel vooga, sirp, lõika, alasile, haamer, löö! Nõukogu elu, tuksu võimsa hooga, too õnne rahvale, me tubli töö! Me Liidu rahvaste ja riike seas sa, Eesti, sammu esimeste kindlas reas! Kui kants-nii seisavad su kodurannad, su ees vaid lainetavad laiad veed. Sa kõrgel Leninlikku lippu kannad suur Stalin juhtimas su tõusuteed. Käi kindlalt, saatmas sind su õnneteel me võitlusvaim ja kohkumatu mehemeel! | Я̈ӓ кэстма, Калэвітэ кангэ рахвас, я сэйса калюна, мэ кодумаа! Эй вайбунд каннатустэс сіну вахвус, энд лӓбі саяндітэст мурдсід са. Я тыўсід тӧӧтаятэ вабакс маакс, эт пӓйкэнэ су пӓэвадэссэ пайста саакс. Нӱӱд хуўга, тэхас, вілі, нурмэл воога, сірп, лыйка, аласілэ, хаамэр, лӧӧ! Ныўкогу элу, туксу выймса хоога, тоо ыннэ рахвалэ, мэ тублі тӧӧ! Мэ Лійду рахвастэ я рійкэ сэас са, Ээсті, самму эсімэстэ кіндлас рэас! Куй канц-ній сэйсавад су кодураннад, су ээс вайд лайнэтавад лайад вээд. Са кыргэл Лэнінлікку ліппу каннад суур Сталін юхтімас су тыўсутээд. Кӓй кіндлалт, саатмас сінд су ыннэтээл мэ выйтлусвайм я кохкумату мэхэмээл! | [jæ̈ː kestmɑ̝ ǀ kɑ̝leʋite̞ kɑ̝ŋk̬e̞ rɑ̝hʋɑ̝s] [jɑ̽ sei̯sɑ̝ kɑ̝lju̟nɑ̝ ǀ me̞ kot̬umɑ̝ː] [ei̯ ʋɑ̽i̯p̬unt̬ kɑ̝nːɑ̝tustes sinu ʋɑ̝hʋus] [ent̬ læ̈p̬i sɑ̽jɑ̽nt̬itest murt̬sit̬ sɑ̝] [jɑ̽ tɤu̯sit̬ tøːtɑ̽jɑ̽te̞ ʋɑ̝p̬ɑ̝ks mɑ̝ːks] [et pæ̈i̯kene̞ su pæ̈e̯ʋɑ̝t̬esːe̞ pɑ̽i̯stɑ̝ sɑ̝ːks] [nÿːt̬ huːk̬ɑ̝ teɦɑ̝s ʋili nurmel ʋoːk̬ɑ̝] [sirp lɤi̯kɑ̝ ɑ̝lɑ̝sile hɑ̝ːmer løː] [nɤu̯kok̬u elu ǀ tuksu ʋɤi̯msɑ̝ hoːk̬ɑ̝] [toː ɤnːe̞ rɑ̝hʋɑ̝le̞ ǀ me̞ tup̬li tøː] [me̞ liːt̬u rɑ̝hʋɑ̝ste̞ jɑ̽ riːke̞ seɑ̝̯s] [sɑ̝ eːsti ǀ sɑ̝mːu esimeste̞ kint̬lɑ̝s reɑ̝̯s] [ku̟i̯ kɑ̝ntsniː sei̯sɑ̝ʋɑ̝t̬ su kot̬urɑ̝nːɑ̝t̬] [su eːs ʋɑ̽i̯t̬ lɑ̽i̯netɑ̝ʋɑ̝t̬ lɑ̽i̯ɑ̽t̬ ʋeːt̬] [sɑ̝ kɤrk̬el leninlikːu lipːu kɑ̝nːɑ̝t̬] [suːr stɑ̝lin ju̟htimɑ̝s su tɤu̯suteːt̬] [kæ̈i̯ kint̬lɑ̝lt ǀ sɑ̝ːtmɑ̝s sint̬ su ɤnːeteːl] [me̞ ʋɤi̯tlusʋɑ̽i̯m jɑ̽ koxkumɑ̝tu mehemeːl] | Vis, notre peuple glorieux, fils de Kalev, Et tiens, notre mère-patrie, comme une roche, À travers des siècles de souffrances, Tu portas l'audace, Et, tiens, tu allumas la lumière du socialisme, Qui renaquit pour le bonheur et les victoires. Fleurissez les champs !, Moissonnez à la faucille et frappez au marteau !, Que chacun soit heureux dans le pays soviétique, Le travail acharné nous apportera le bonheur, De l'union de tes sœurs, Avance Estonie! Que tes plages deviennent une forteresse, La furie des eaux reste devant toi et ne t’atteint pas, Tu portes la bannière de Lénine, Et le grand Staline te guide dans ton ascension, Marche toujours avec notre esprit de combat, Et que le courageux esprit virile te guide ! |

### Paroles de 1956 à 1991
| Estonien | Estonien en cyrillique[réf. nécessaire] | Transcription API | Traduction en français |
| Jää kestma, Kalevite kange rahvas, ja seisa kaljuna, me kodumaa! Ei vaibund kannatustes sinu vahvus, end läbi sajanditest murdsid sa ja tõusid õitsvaks sotsialismimaaks, et päikene su päevadesse paista saaks. Nüüd huuga, tehas, vili, nurmel vooga, sirp, lõika, alasile, haamer, löö! Nõukogu elu, tuksu võimsa hooga, too õnne rahvale, me tubli töö! Me Liidu rahvaste ja riike seas sa, Eesti, sammu esimeste kindlas reas! Sa kõrgel Leninlikku lippu kannad ja julgelt kommunismi rada käid. Partei me sammudele suuna annab ja võidult võitudele viib ta meid. Ta kindlal juhtimisel kasva sa ja tugevaks ning kauniks saa, me kodumaa! | Я̈ӓ кэстма, Калэвітэ кангэ рахвас, я сэйса калюна, мэ кодумаа! Эй вайбунд каннатустэс сіну вахвус, энд лӓбі саяндітэст мурдсід са. я тыўсід ыйцвакс соціалісмімаакс, эт пӓйкэнэ су пӓэвадэссэ пайста саакс. Нӱӱд хуўга, тэхас, вілі, нурмэл воога, сірп, лыйка, аласілэ, хаамэр, лӧӧ! Ныўкогу элу, туксу выймса хоога, тоо ыннэ рахвалэ, мэ тублі тӧӧ! Мэ Лійду рахвастэ я рійкэ сэас са, Ээсті, самму эсімэстэ кіндлас рэас! Са кыргэл Лэнінлікку ліппу каннад я юлгэлт коммунісмі рада кӓйд. Партэй мэ саммудэлэ суўна аннаб я выйдулт выйтудэлэ війб та мэйд. Та кіндлал юхтімісэл касва са я тугэвакс нінг каўнікс саа, мэ кодумаа! | [jæ̈ː kestmɑ̝ ǀ kɑ̝leʋite̞ kɑ̝ŋk̬e̞ rɑ̝hʋɑ̝s] [jɑ̽ sei̯sɑ̝ kɑ̝lju̟nɑ̝ ǀ me̞ kot̬umɑ̝ː] [ei̯ ʋɑ̽i̯p̬unt̬ kɑ̝nːɑ̝tustes sinu ʋɑ̝hʋus] [ent̬ læ̈p̬i sɑ̽jɑ̽nt̬itest murt̬sit̬ sɑ̝] [jɑ̽ tɤu̯sit̬ ɤi̯tsʋɑ̝ks sotsiɑ̝̯lismimɑ̝ːks] [et pæ̈i̯kene̞ su pæ̈e̯ʋɑ̝t̬esːe̞ pɑ̽i̯stɑ̝ sɑ̝ːks] [nÿːt̬ huːk̬ɑ̝ teɦɑ̝s ʋili nurmel ʋoːk̬ɑ̝] [sirp lɤi̯kɑ̝ ɑ̝lɑ̝sile hɑ̝ːmer løː] [nɤu̯kok̬u elu ǀ tuksu ʋɤi̯msɑ̝ hoːk̬ɑ̝] [toː ɤnːe̞ rɑ̝hʋɑ̝le̞ ǀ me̞ tup̬li tøː] [me̞ liːt̬u rɑ̝hʋɑ̝ste̞ jɑ̽ riːke̞ seɑ̝̯s] [sɑ̝ eːsti ǀ sɑ̝mːu esimeste̞ kint̬lɑ̝s reɑ̝̯s] [sɑ̝ kɤrk̬el leninlikːu lipːu kɑ̝nːɑ̝t̬] [jɑ̽ ju̟lk̬elt komːunismi rɑ̝t̬ɑ̝ kæ̈i̯t̬] [pɑ̝rtei̯ me̞ sɑmːut̬ele̞ suːnɑ̝ ɑ̝nːɑ̝p̬] [jɑ̽ ʋɤi̯t̬ult ʋɤi̯tut̬ele̞ ʋiːp̬ tɑ̝ mei̯t̬] [tɑ̝ kint̬lɑ̝l juhtimisel kɑ̝sʋɑ̝ sɑ̝] [jɑ̽ tuk̬eʋɑ̝ks niŋk̬ kɑ̝u̯niks sɑ̝ː ǀ me̞ kot̬umɑ̝ː] | Vis, notre peuple glorieux, fils de Kalev, Et tiens, notre mère-patrie, comme une roche, À travers des siècles de souffrances, Tu portas l'audace, Et, tiens, tu allumas la lumière du socialisme, Qui renaquit pour le bonheur et les victoires. Fleurissez les champs !, Moissonnez à la faucille et frappez au marteau !, Que chacun soit heureux dans le pays soviétique, Le travail acharné nous apportera le bonheur, De l'union de tes sœurs, Avance Estonie! Tu portes la bannière de Lénine, Tu suis le chemin glorieux du communisme, Ton parti est toujours avec toi, Il te mène sur la voie des victoires. Grandis, mère-patrie, surton grand chemin, Deviens plus belle et plus forte de jour en jour ! |